# Hangmat- en dwergspinnen
De hangmatspinnen of baldakijnspinnen (Linyphiidae) zijn een familie van spinnen die de naam danken aan de hangmat-achtige webben die ze maken.

## Algemeen
Het is de op een na grootste spinnenfamilie met ongeveer 4400 soorten waarvan er 300 in het noordwesten van Europa voorkomen (alleen de familie van de springspinnen is groter). Hangmatspinnen worden ook wel dwergspinnen genoemd omdat veel soorten onooglijk klein blijven en slechts enkele millimeters bereiken. Hierdoor zijn ze moeilijk te bestuderen en worden veel oorspronkelijk tot deze familie gerekende spinnen tegenwoordig tot andere families gerekend, en vice versa.

## Kenmerken
Deze spinnen hebben forse cheliceren met scherpe tanden. Ze hebben poten, die met stevige borstels zijn bezet. Bij sommige soorten bevinden zich uitsteeksels op de kop, waarop zich de ogen bevinden. Ze zijn 3–15 millimeter groot als ze volwassen zijn.

## Jachtmethode
Hangmatspinnen jagen niet maar maken een stevig vastgemaakt, horizontaal web waar ze ondersteboven onder hangen, of in een aan het web verbonden holletje, wachtend tot een prooidier in het web belandt. Als de spin de trillingen voelt komt hij snel in beweging en bijt de prooi van onderen door het web heen. Kleinere dieren als mieren kunnen soms nog wegkomen maar zwaardere dieren als kevers of vliegen zijn verloren. Nadat de prooi uitgeschakeld is trekt de spin de prooi meestal door het web heen.
Er zijn ook spinnen die boven op het web zitten, deze behoren tot andere families zoals de trechterspinnen of de kogelspinnen.

## Verspreiding
Hangmatspinnen kunnen natuurlijk niet vliegen, maar toch worden ze hoog in de lucht aangetroffen, zwevend aan een lange draad (ballooning). Dit komt bij wel meer spinnenfamilies voor, maar alleen bij zeer jonge en lichte spinnetjes die net het nest hebben verlaten. De spinnen gebruiken hetzelfde trucje als ze volwassen zijn, omdat ze zo klein en licht zijn. Dit zweven doen ze door een draad te laten vieren met de wind en als de draad lang genoeg is vliegen ze mee de lucht in. Van sommige soorten is bekend dat ze een hoogte van 10 kilometer kunnen bereiken. 
Hierdoor zijn de hangmatspinnen belangrijke pioniersoorten en verspreiden ze zich veel sneller en verder dan andere spinnen. Ze komen vooral voor in de koude, noordelijke gematigde gebieden en bij de poolcirkel. Ze maken hier hun web op stenen en tussen begroeiing.

## Geslachten
- Abacoproeces Simon, 1884
- Aberdaria Holm, 1962
- Abiskoa Saaristo & Tanasevitch, 2000
- Acartauchenius Simon, 1884
- Acorigone Wunderlich, 2008
- Adelonetria Millidge, 1991
- Afribactrus Wunderlich, 1995
- Afromynoglenes Merrett & Russell-Smith, 1996
- Afroneta Holm, 1968
- Agnyphantes Hull, 1932
- Agyneta Hull, 1911
- Agyphantes Saaristo & Marusik, 2004
- Ainerigone Eskov, 1993
- Alaxchelicera Butler, 1932
- Alioranus Simon, 1926
- Allomengea Strand, 1912
- Allotiso Tanasevitch, 1990
- Anacornia Chamberlin & Ivie, 1933
- Anguliphantes Saaristo & Tanasevitch, 1996
- Anibontes Chamberlin, 1924
- Annapolis Millidge, 1984
- Anodoration Millidge, 1991
- Anthrobia Tellkampf, 1844
- Antrohyphantes Dumitrescu, 1971
- Aphileta Hull, 1920
- Apobrata Miller, 2004
- Aprifrontalia Oi, 1960
- Arachosinella Denis, 1958
- Araeoncus Simon, 1884
- Archaraeoncus Tanasevitch, 1987
- Arcterigone Eskov & Marusik, 1994
- Arcuphantes Chamberlin & Ivie, 1943
- Ascetophantes Tanasevitch & Saaristo, 2006
- Asemostera Simon, 1898
- Asiceratinops Eskov, 1992
- Asiophantes Eskov, 1993
- Asperthorax Oi, 1960
- Asthenargellus Caporiacco, 1949
- Asthenargoides Eskov, 1993
- Asthenargus Simon & Fage, 1922
- Atypena Simon, 1894
- Australolinyphia Wunderlich, 1976
- Bactrogyna Millidge, 1991
- Baryphyma Simon, 1884
- Baryphymula Eskov, 1992
- Bathylinyphia Eskov, 1992
- Bathyphantes Menge, 1866
- Batueta Locket, 1982
- Bifurcia Saaristo, Tu & Li, 2006
- Birgerius Saaristo, 1973
- Bisetifer Tanasevitch, 1987
- Bishopiana Eskov, 1988
- Blestia Millidge, 1993
- Bolephthyphantes Strand, 1901
- Bolyphantes C. L. Koch, 1837
- Bordea Bosmans, 1995
- Brachycerasphora Denis, 1962
- Bursellia Holm, 1962
- Caenonetria Millidge & Russell-Smith, 1992
- Callitrichia Fage, 1936
- Cameroneta Bosmans & Jocqué, 1983
- Canariellanum Wunderlich, 1987
- Canariphantes Wunderlich, 1992
- Capsulia Saaristo, Tu & Li, 2006
- Caracladus Simon, 1884
- Carorita Duffey & Merrett, 1963
- Cassafroneta Blest, 1979
- Catacercus Millidge, 1985
- Catonetria Millidge & Ashmole, 1994
- Caucasopisthes Tanasevitch, 1990
- Cautinella Millidge, 1985
- Caviphantes Oi, 1960
- Centromerita Dahl, 1912
- Centromerus Dahl, 1886
- Centrophantes Miller & Polenec, 1975
- Ceraticelus Simon, 1884
- Ceratinella Emerton, 1882
- Ceratinops Banks, 1905
- Ceratinopsidis Bishop & Crosby, 1930
- Ceratinopsis Emerton, 1882
- Ceratocyba Holm, 1962
- Cheniseo Bishop & Crosby, 1935
- Chenisides Denis, 1962
- Cherserigone Denis, 1954
- Chiangmaia Millidge, 1995
- Chthiononetes Millidge, 1993
- Cinetata Wunderlich, 1995
- Claviphantes Tanasevitch & Saaristo, 2006
- Cnephalocotes Simon, 1884
- Collinsia O. P.-Cambridge, 1913
- Coloncus Chamberlin, 1949
- Comorella Jocqué, 1985
- Concavocephalus Eskov, 1989
- Connithorax Eskov, 1993
- Coreorgonal Bishop & Crosby, 1935
- Cornicephalus Saaristo & Wunderlich, 1995
- Cresmatoneta Simon, 1929
- Crispiphantes Tanasevitch, 1992
- Crosbyarachne Charitonov, 1937
- Crosbylonia Eskov, 1988
- Cryptolinyphia Millidge, 1991
- Ctenophysis Millidge, 1985
- Cyphonetria Millidge, 1995
- Dactylopisthes Simon, 1884
- Dactylopisthoides Eskov, 1990
- Decipiphantes Saaristo & Tanasevitch, 1996
- Deelemania Jocqué & Bosmans, 1983
- Dendronetria Millidge & Russell-Smith, 1992
- Denisiphantes Tu, Li & Rollard, 2005
- Diastanillus Simon, 1926
- Dicornua Oi, 1960
- Dicymbium Menge, 1868
- Didectoprocnemis Denis, 1949
- Diechomma Millidge, 1991
- Diplocentria Hull, 1911
- Diplocephaloides Oi, 1960
- Diplocephalus Bertkau, 1883
- Diploplecta Millidge, 1988
- Diplostyla Emerton, 1882
- Diplothyron Millidge, 1991
- Disembolus Chamberlin & Ivie, 1933
- Dismodicus Simon, 1884
- Doenitzius Oi, 1960
- Dolabritor Millidge, 1991
- Donacochara Simon, 1884
- Drapetisca Menge, 1866
- Drepanotylus Holm, 1945
- Dresconella Denis, 1950
- Dubiaranea Mello-Leitão, 1943
- Dumoga Millidge & Russell-Smith, 1992
- Dunedinia Millidge, 1988
- Eborilaira Eskov, 1989
- Eldonnia Tanasevitch, 2008
- Emenista Simon, 1894
- Enguterothrix Denis, 1962
- Entelecara Simon, 1884
- Eordea Simon, 1899
- Epibellowia Tanasevitch, 1996
- Epiceraticelus Crosby & Bishop, 1931
- Epigyphantes Saaristo & Tanasevitch, 2004
- Epigytholus Tanasevitch, 1996
- Episolder Tanasevitch, 1996
- Epiwubana Millidge, 1991
- Eridantes Crosby & Bishop, 1933
- Erigone Audouin, 1826
- Erigonella Dahl, 1901
- Erigonoploides Eskov, 1989
- Erigonoplus Simon, 1884
- Erigonops Scharff, 1990
- Erigophantes Wunderlich, 1995
- Eskovia Marusik & Saaristo, 1999
- Eskovina Kocak & Kemal, 2006
- Estrandia Blauvelt, 1936
- Eulaira Chamberlin & Ivie, 1933
- Eurymorion Millidge, 1993
- Evansia O. P.-Cambridge, 1900
- Exechopsis Millidge, 1991
- Exocora Millidge, 1991
- Fageiella Kratochvíl, 1934
- Falklandoglenes Usher, 1983
- Fissiscapus Millidge, 1991
- Fistulaphantes Tanasevitch & Saaristo, 2006
- Flagelliphantes Saaristo & Tanasevitch, 1996
- Floricomus Crosby & Bishop, 1925
- Florinda O. P.-Cambridge, 1896
- Floronia Simon, 1887
- Formiphantes Saaristo & Tanasevitch, 1996
- Frederickus Paquin et al., 2008
- Frontella Kulczyński, 1908
- Frontinella F. O. P.-Cambridge, 1902
- Frontinellina van Helsdingen, 1969
- Frontiphantes Wunderlich, 1987
- Fusciphantes Oi, 1960
- Gibbafroneta Merrett, 2004
- Gibothorax Eskov, 1989
- Gigapassus Miller, 2007
- Glyphesis Simon, 1926
- Gnathonargus Bishop & Crosby, 1935
- Gnathonarium Karsch, 1881
- Gnathonaroides Bishop & Crosby, 1938
- Gonatium Menge, 1868
- Gonatoraphis Millidge, 1991
- Goneatara Bishop & Crosby, 1935
- Gongylidiellum Simon, 1884
- Gongylidioides Oi, 1960
- Gongylidium Menge, 1868
- Gorbothorax Tanasevitch, 1998
- Grammonota Emerton, 1882
- Graphomoa Chamberlin, 1924
- Gravipalpus Millidge, 1991
- Habreuresis Millidge, 1991
- Halorates Hull, 1911
- Haplinis Simon, 1894
- Haplomaro Miller, 1970
- Helophora Menge, 1866
- Helsdingenia Saaristo & Tanasevitch, 2003
- Herbiphantes Tanasevitch, 1992
- Heterolinyphia Wunderlich, 1973
- Heterotrichoncus Wunderlich, 1970
- Hilaira Simon, 1884
- Himalaphantes Tanasevitch, 1992
- Holma Locket, 1974
- Holmelgonia Jocqué & Scharff, 2007
- Holminaria Eskov, 1991
- Horcotes Crosby & Bishop, 1933
- Houshenzinus Tanasevitch, 2006
- Hubertella Platnick, 1989
- Hybauchenidium Holm, 1973
- Hybocoptus Simon, 1884
- Hylyphantes Simon, 1884
- Hyperafroneta Blest, 1979
- Hypomma Dahl, 1886
- Hypselistes Simon, 1894
- Hypselocara Millidge, 1991
- Hypsocephalus Millidge, 1978
- Ibadana Locket & Russell-Smith, 1980
- Iberoneta Deeleman-Reinhold, 1984
- Icariella Brignoli, 1979
- Idionella Banks, 1893
- Improphantes Saaristo & Tanasevitch, 1996
- Incestophantes Tanasevitch, 1992
- Indophantes Saaristo & Tanasevitch, 2003
- Intecymbium Miller, 2007
- Ipa Saaristo, 2007
- Ipaoides Tanasevitch, 2008
- Islandiana Braendegaard, 1932
- Ivielum Eskov, 1988
- Jacksonella Millidge, 1951
- Jalapyphantes Gertsch & Davis, 1946
- Janetschekia Schenkel, 1939
- Johorea Locket, 1982
- Juanfernandezia Koçak & Kemal, 2008
- Kaestneria Wiehle, 1956
- Kagurargus Ono, 2007
- Karita Tanasevitch, 2007
- Kenocymbium Millidge & Russell-Smith, 1992
- Ketambea Millidge & Russell-Smith, 1992
- Kikimora Eskov, 1988
- Knischatiria Wunderlich, 1976
- Koinothrix Jocqué, 1981
- Kolymocyba Eskov, 1989
- Kratochviliella Miller, 1938
- Labicymbium Millidge, 1991
- Labulla Simon, 1884
- Labullinyphia van Helsdingen, 1985
- Labullula Strand, 1913
- Laetesia Simon, 1908
- Laminacauda Millidge, 1985
- Laminafroneta Merrett, 2004
- Laperousea Dalmas, 1917
- Lasiargus Kulczyński, 1894
- Lepthyphantes Menge, 1866
- Leptorhoptrum Kulczyński, 1894
- Leptothrix Menge, 1869
- Lessertia Smith, 1908
- Lessertinella Denis, 1947
- Lidia Saaristo & Marusik, 2004
- Limoneta Bosmans & Jocqué, 1983
- Linyphantes Chamberlin & Ivie, 1942
- Linyphia Latreille, 1804
- Locketidium Jocqué, 1981
- Locketiella Millidge & Russell-Smith, 1992
- Locketina Kocak & Kemal, 2006
- Lomaita Bryant, 1948
- Lophomma Menge, 1868
- Lotusiphantes Chen & Yin, 2001
- Lucrinus O. P.-Cambridge, 1904
- Lygarina Simon, 1894
- Machadocara Miller, 1970
- Macrargus Dahl, 1886
- Maculoncus Wunderlich, 1995
- Malkinola Miller, 2007
- Mansuphantes Saaristo & Tanasevitch, 1996
- Maorineta Millidge, 1988
- Maro O. P.-Cambridge, 1906
- Martensinus Wunderlich, 1973
- Masikia Millidge, 1984
- Maso Simon, 1884
- Masoncus Chamberlin, 1949
- Masonetta Chamberlin & Ivie, 1939
- Mecopisthes Simon, 1926
- Mecynargoides Eskov, 1988
- Mecynargus Kulczyński, 1894
- Mecynidis Simon, 1894
- Megafroneta Blest, 1979
- Megalepthyphantes Wunderlich, 1994
- Meioneta Hull, 1920
- Mermessus O. P.-Cambridge, 1899
- Mesasigone Tanasevitch, 1989
- Metafroneta Blest, 1979
- Metaleptyphantes Locket, 1968
- Metamynoglenes Blest, 1979
- Metapanamomops Millidge, 1977
- Metopobactrus Simon, 1884
- Micrargus Dahl, 1886
- Microbathyphantes van Helsdingen, 1985
- Microctenonyx Dahl, 1886
- Microcyba Holm, 1962
- Microlinyphia Gerhardt, 1928
- Microneta Menge, 1869
- Microplanus Millidge, 1991
- Midia Saaristo & Wunderlich, 1995
- Miftengris Eskov, 1993
- Millidgea Locket, 1968
- Millidgella Kammerer, 2006
- Millplophrys Platnick, 1998
- Minicia Thorell, 1875
- Minyriolus Simon, 1884
- Mioxena Simon, 1926
- Mitrager van Helsdingen, 1985
- Moebelia Dahl, 1886
- Moebelotinus Wunderlich, 1995
- Molestia Tu, Saaristo & Li, 2006
- Monocephalus Smith, 1906
- Monocerellus Tanasevitch, 1983
- Montilaira Chamberlin, 1921
- Moreiraxena Miller, 1970
- Moyosi Miller, 2007
- Mughiphantes Saaristo & Tanasevitch, 1999
- Murphydium Jocqué, 1996
- Mycula Schikora, 1994
- Myrmecomelix Millidge, 1993
- Mythoplastoides Crosby & Bishop, 1933
- Napometa Benoit, 1977
- Nasoona Locket, 1982
- Nasoonaria Wunderlich & Song, 1995
- Nematogmus Simon, 1884
- Nenilinium Eskov, 1988
- Nentwigia Millidge, 1995
- Neocautinella Baert, 1990
- Neodietrichia Özdikmen, 2008
- Neoeburnella Koçak, 1986
- Neomaso Forster, 1970
- Neonesiotes Millidge, 1991
- Neriene Blackwall, 1833
- Neserigone Eskov, 1992
- Nesioneta Millidge, 1991
- Nippononeta Eskov, 1992
- Nipponotusukuru Saito & Ono, 2001
- Nispa Eskov, 1993
- Notholepthyphantes Millidge, 1985
- Nothophantes Merrett & Stevens, 1995
- Notiogyne Tanasevitch, 2007
- Notiohyphantes Millidge, 1985
- Notiomaso Banks, 1914
- Notioscopus Simon, 1884
- Novafroneta Blest, 1979
- Novafrontina Millidge, 1991
- Novalaetesia Millidge, 1988
- Nusoncus Wunderlich, 2008
- Oaphantes Chamberlin & Ivie, 1943
- Obrimona Strand, 1934
- Obscuriphantes Saaristo & Tanasevitch, 2000
- Oculocornia Oliger, 1985
- Oedothorax Bertkau, in Förster & Bertkau, 1883
- Oia Wunderlich, 1973
- Oilinyphia Ono & Saito, 1989
- Okhotigone Eskov, 1993
- Onychembolus Millidge, 1985
- Ophrynia Jocqué, 1981
- Oreocyba Holm, 1962
- Oreoneta Kulczyński, 1894
- Oreonetides Strand, 1901
- Oreophantes Eskov, 1984
- Orfeo Miller, 2007
- Orientopus Eskov, 1992
- Origanates Crosby & Bishop, 1933
- Orsonwelles Hormiga, 2002
- Oryphantes Hull, 1932
- Ostearius Hull, 1911
- Ouedia Bosmans & Abrous, 1992
- Pachydelphus Jocqué & Bosmans, 1983
- Pacifiphantes Eskov & Marusik, 1994
- Paikiniana Eskov, 1992
- Palaeohyphantes Millidge, 1984
- Palliduphantes Saaristo & Tanasevitch, 2001
- Panamomops Simon, 1884
- Paracornicularia Crosby & Bishop, 1931
- Paracymboides Tanasevitch, 2011
- Paraeboria Eskov, 1990
- Parafroneta Blest, 1979
- Paraglyphesis Eskov, 1991
- Paragongylidiellum Wunderlich, 1973
- Paraletes Millidge, 1991
- Parameioneta Locket, 1982
- Paranasoona Heimer, 1984
- Parapelecopsis Wunderlich, 1992
- Parasisis Eskov, 1984
- Paratapinocyba Saito, 1986
- Paratmeticus Marusik & Koponen, 2010
- Parawubanoides Eskov & Marusik, 1992
- Parhypomma Eskov, 1992
- Paro Berland, 1942
- Patagoneta Millidge, 1985
- Pecado Hormiga & Scharff, 2005
- Pelecopsidis Bishop & Crosby, 1935
- Pelecopsis Simon, 1864
- Peponocranium Simon, 1884
- Perlongipalpus Eskov & Marusik, 1991
- Perregrinus Tanasevitch, 1992
- Perro Tanasevitch, 1992
- Phanetta Keyserling, 1886
- Phlattothrata Crosby & Bishop, 1933
- Phyllarachne Millidge & Russell-Smith, 1992
- Piesocalus Simon, 1894
- Piniphantes Saaristo & Tanasevitch, 1996
- Pityohyphantes Simon, 1929
- Plaesianillus Simon, 1926
- Platyspira Song & Li, 2009
- Plectembolus Millidge & Russell-Smith, 1992
- Plesiophantes Heimer, 1981
- Plicatiductus Millidge & Russell-Smith, 1992
- Pocadicnemis Simon, 1884
- Pocobletus Simon, 1894
- Poecilafroneta Blest, 1979
- Poeciloneta Kulczyński, 1894
- Porrhomma Simon, 1884
- Praestigia Millidge, 1954
- Primerigonina Wunderlich, 1995
- Prinerigone Millidge, 1988
- Priperia Simon, 1904
- Procerocymbium Eskov, 1989
- Proelauna Jocqué, 1981
- Proislandiana Tanasevitch, 1985
- Promynoglenes Blest, 1979
- Pronasoona Millidge, 1995
- Prosoponoides Millidge & Russell-Smith, 1992
- Protoerigone Blest, 1979
- Pseudafroneta Blest, 1979
- Pseudocarorita Wunderlich, 1980
- Pseudocyba Tanasevitch, 1984
- Pseudohilaira Eskov, 1990
- Pseudomaro Denis, 1966
- Pseudomaso Locket & Russell-Smith, 1980
- Pseudomicrargus Eskov, 1992
- Pseudomicrocentria Miller, 1970
- Pseudoporrhomma Eskov, 1993
- Pseudotyphistes Brignoli, 1972
- Pseudowubana Eskov & Marusik, 1992
- Psilocymbium Millidge, 1991
- Racata Millidge, 1995
- Rhabdogyna Millidge, 1985
- Ringina Tambs-Lyche, 1954
- Russocampus Tanasevitch, 2004
- Ryojius Saito & Ono, 2001
- Saaristoa Millidge, 1978
- Sachaliphantes Saaristo & Tanasevitch, 2004
- Saitonia Eskov, 1992
- Saloca Simon, 1926
- Satilatlas Keyserling, 1886
- Sauron Eskov, 1995
- Savignia Blackwall, 1833
- Savigniorrhipis Wunderlich, 1992
- Scandichrestus Wunderlich, 1995
- Schistogyna Millidge, 1991
- Sciastes Bishop & Crosby, 1938
- Scirites Bishop & Crosby, 1938
- Scironis Bishop & Crosby, 1938
- Scolecura Millidge, 1991
- Scolopembolus Bishop & Crosby, 1938
- Scotargus Simon, 1913
- Scotinotylus Simon, 1884
- Scutpelecopsis Marusik & Gnelitsa, 2009
- Scylaceus Bishop & Crosby, 1938
- Scyletria Bishop & Crosby, 1938
- Selenyphantes Gertsch & Davis, 1946
- Semljicola Strand, 1906
- Sengletus Tanasevitch, 2008
- Shaanxinus Tanasevitch, 2006
- Shanus Tanasevitch, 2006
- Sibirocyba Eskov & Marusik, 1994
- Silometopoides Eskov, 1990
- Silometopus Simon, 1926
- Simplicistilus Locket, 1968
- Sinolinyphia Wunderlich & Li, 1995
- Sintula Simon, 1884
- Sisicottus Bishop & Crosby, 1938
- Sisicus Bishop & Crosby, 1938
- Sisis Bishop & Crosby, 1938
- Sisyrbe Bishop & Crosby, 1938
- Sitalcas Bishop & Crosby, 1938
- Smermisia Simon, 1894
- Smodix Bishop & Crosby, 1938
- Solenysa Simon, 1894
- Soucron Crosby & Bishop, 1936
- Souessa Crosby & Bishop, 1936
- Souessoula Crosby & Bishop, 1936
- Sougambus Crosby & Bishop, 1936
- Souidas Crosby & Bishop, 1936
- Soulgas Crosby & Bishop, 1936
- Spanioplanus Millidge, 1991
- Sphecozone O. P.-Cambridge, 1870
- Spiralophantes Tanasevitch & Saaristo, 2006
- Spirembolus Chamberlin, 1920
- Stemonyphantes Menge, 1866
- Sthelota Simon, 1894
- Stictonanus Millidge, 1991
- Strandella Oi, 1960
- Strongyliceps Fage, in Fage & Simon, 1936
- Styloctetor Simon, 1884
- Subbekasha Millidge, 1984
- Syedra Simon, 1884
- Symmigma Crosby & Bishop, 1933
- Tachygyna Chamberlin & Ivie, 1939
- Taibainus Tanasevitch, 2006
- Taibaishanus Tanasevitch, 2006
- Tallusia Lehtinen & Saaristo, 1972
- Tanasevitchia Marusik & Saaristo, 1999
- Tapinocyba Simon, 1884
- Tapinocyboides Wiehle, 1960
- Tapinopa Westring, 1851
- Tapinotorquis Dupérré & Paquin, 2007
- Taranucnus Simon, 1884
- Tarsiphantes Strand, 1905
- Tchatkalophantes Tanasevitch, 2001
- Tennesseellum Petrunkevitch, 1925
- Tenuiphantes Saaristo & Tanasevitch, 1996
- Tessamoro Eskov, 1993
- Thainetes Millidge, 1995
- Thaiphantes Millidge, 1995
- Thaleria Tanasevitch, 1984
- Thapsagus Simon, 1894
- Thaumatoncus Simon, 1884
- Theoa Saaristo, 1995
- Theonina Simon, 1929
- Thyreobaeus Simon, 1889
- Thyreosthenius Simon, 1884
- Tibiaster Tanasevitch, 1987
- Tibioploides Eskov & Marusik, 1991
- Tibioplus Chamberlin & Ivie, 1947
- Tiso Simon, 1884
- Tmeticides Strand, 1907
- Tmeticodes Ono, 2010
- Tmeticus Menge, 1868
- Tojinium Saito & Ono, 2001
- Toltecaria Miller, 2007
- Tomohyphantes Millidge, 1995
- Toschia Caporiacco, 1949
- Totua Keyserling, 1891
- Trachyneta Holm, 1968
- Traematosisis Bishop & Crosby, 1938
- Trematocephalus Dahl, 1886
- Trichobactrus Wunderlich, 1995
- Trichoncoides Denis, 1950
- Trichoncus Simon, 1884
- Trichoncyboides Wunderlich, 2008
- Trichopterna Kulczyński, 1894
- Trichopternoides Wunderlich, 2008
- Triplogyna Millidge, 1991
- Troglohyphantes Joseph, 1881
- Troxochrota Kulczyński, 1894
- Troxochrus Simon, 1884
- Tubercithorax Eskov, 1988
- Tunagyna Chamberlin & Ivie, 1933
- Turbinellina Millidge, 1993
- Turinyphia van Helsdingen, 1982
- Tusukuru Eskov, 1993
- Tutaibo Chamberlin, 1916
- Tybaertiella Jocqué, 1979
- Typhistes Simon, 1894
- Typhlonyphia Kratochvíl, 1936
- Typhochrestinus Eskov, 1990
- Typhochrestoides Eskov, 1990
- Typhochrestus Simon, 1884
- Uahuka Berland, 1935
- Uapou Berland, 1935
- Ulugurella Jocqué & Scharff, 1986
- Ummeliata Strand, 1942
- Uralophantes Esyunin, 1992
- Ussurigone Eskov, 1993
- Uusitaloia Marusik, Koponen & Danilov, 2001
- Vagiphantes Saaristo & Tanasevitch, 2004
- Venia Seyfulina & Jocqué, 2009
- Vermontia Millidge, 1984
- Vesicapalpus Millidge, 1991
- Viktorium Eskov, 1988
- Wabasso Millidge, 1984
- Walckenaeria Blackwall, 1833
- Walckenaerianus Wunderlich, 1995
- Wiehlea Braun, 1959
- Wiehlenarius Eskov, 1990
- Wubana Chamberlin, 1919
- Wubanoides Eskov, 1986
- Yakutopus Eskov, 1990
- Zerogone Eskov & Marusik, 1994
- Zornella Jackson, 1932
- Zygottus Chamberlin, 1949

## In Nederland waargenomen soorten
- Genus: Abacoproeces
  - Abacoproeces saltuum - (Bermgroefkopje)
- Genus: Acartauchenius
  - Acartauchenius scurrilis - (Bleek Haarkopje)
- Genus: Agyneta
  - Agyneta affinis - (Concaaf Probleemspinnetje)
  - Agyneta cauta - (Gezadeld Dikpalpje)
  - Agyneta conigera - (Gewoon Slankpalpje)
  - Agyneta decora - (Gezaagd Dikpalpje)
  - Agyneta innotabilis - (Grootoogprobleemspinnetje)
  - Agyneta mollis - (Slank Probleemspinnetje)
  - Agyneta ramosa - (Mosslankpalpje)
  - Agyneta rurestris - (Veldprobleemspinnetje)
  - Agyneta saxatilis - (Spits Probleemspinnetje)
  - Agyneta subtilis - (Tandloos Dikpalpje)
- Genus: Allomengea
  - Allomengea scopigera - (Alert Stekelpalpje)
  - Allomengea vidua - (Klein Stekelpalpje)
- Genus: Anguliphantes
  - Anguliphantes angulipalpis - (Geknikt Bodemwevertje)
- Genus: Aphileta
  - Aphileta misera - (Veenmosspinnetje)
- Genus: Araeoncus
  - Araeoncus crassiceps - (Arrogant Voorkopje)
  - Araeoncus humilis - (Bescheiden Voorkopje)
- Genus: Asthenargus
  - Asthenargus paganus - (Bleek Haakpalpje)
- Genus: Baryphyma
  - Baryphyma maritimum - (Helmgrasputkopje)
  - Baryphyma pratense - (Weideputkopje)
  - Baryphyma trifrons - (Kustputkopje)
- Genus: Bathyphantes
  - Bathyphantes approximatus - (Moeraswevertje)
  - Bathyphantes gracilis - (Gewoon Wevertje)
  - Bathyphantes nigrinus - (Griendwevertje)
  - Bathyphantes parvulus - (Klein Wevertje)
  - Bathyphantes setiger - (Harig Wevertje)
- Genus: Bolyphantes
  - Bolyphantes luteolus - (Duinvoorkopje)
- Genus: Carorita
  - Carorita limnaea - (Thalers Dwergspin)
- Genus: Centromerita
  - Centromerita bicolor - (Groot Haarpalpje)
  - Centromerita concinna - (Klein Haarpalpje)
- Genus: Centromerus
  - Centromerus brevipalpus - (Bostonpalpje)
  - Centromerus dilutus - (Middelst Tongspinnetje)
  - Centromerus incilium - (Glad Tandpalpje)
  - Centromerus leruthi - (Leruths Tandpalpje)
  - Centromerus levitarsis
  - Centromerus pabulator - (Kegelpalpje)
  - Centromerus persimilis - (Drietongetje)
  - Centromerus prudens - (Porseleinspinnetje)
  - Centromerus semiater - (Moerastongpalpje)
  - Centromerus serratus - (Fijn Zaagpalpje)
  - Centromerus sylvaticus - (Gewoon Zaagpalpje)
- Genus: Ceraticelus
  - Ceraticelus bulbosus
- Genus: Ceratinella
  - Ceratinella brevipes - (Gewoon Schildspinnetje)
  - Ceratinella brevis - (Zwart Schildspinnetje)
  - Ceratinella scabrosa - (Lepelschildspinnetje)
- Genus: Cnephalocotes
  - Cnephalocotes obscurus - (Donker Tepelpalpje)
- Genus: Collinsia
  - Collinsia distincta - (Stomphoekpalpje)
  - Collinsia inerrans - (Pionierdwergspin)
- Genus: Dicymbium
  - Dicymbium nigrum - (Donker Bolkopje)
  - Dicymbium tibiale - (Dikpootbolkopje)
- Genus: Diplocephalus
  - Diplocephalus cristatus - (Gewoon Dubbelkopje)
  - Diplocephalus latifrons - (Tweeklauwdubbelkopje)
  - Diplocephalus permixtus - (Drieklauwdubbelkopje)
  - Diplocephalus picinus - (Gewoon Vals Dubbelkopje)
- Genus: Diplostyla
  - Diplostyla concolor - (Langtongspinnetje)
- Genus: Dismodicus
  - Dismodicus bifrons - (Hoog Bolkopje)
  - Dismodicus elevatus - (Hoogst Bolkopje)
- Genus: Donacochara
  - Donacochara speciosa - (Bleek Langpalpje)
- Genus: Drapetisca
  - Drapetisca socialis - (Schorskoloniespin)
- Genus: Drepanotylus
  - Drepanotylus uncatus - (Haakhangmatspin)
- Genus: Entelecara
  - Entelecara acuminata - (Voorkopstruikdwergspin)
  - Entelecara congenera - (Bolkopstruikdwergspin)
  - Entelecara erythropus - (Platkopstruikdwergspin)
  - Entelecara flavipes - (Putkopstruikdwergspin)
  - Entelecara media
  - Entelecara omissa
- Genus: Erigone
  - Erigone arctica - (Schorrendwergspin)
  - Erigone atra - (Storingsdwergspin)
  - Erigone dentigera
  - Erigone dentipalpis - (Aeronautje)
  - Erigone longipalpis - (Langpalpstoringsdwergspin)
  - Erigone promiscua
- Genus: Erigonella
  - Erigonella hiemalis - (Putkopruwborstje)
  - Erigonella ignobilis - (Bolkopruwborstje)
- Genus: Floronia
  - Floronia bucculenta - (Prachtpalpje)
- Genus: Glyphesis
  - Glyphesis servulus - (Neuskopje)
- Genus: Gnathonarium
  - Gnathonarium dentatum - (Knobbeldwergtandkaak)
- Genus: Gonatium
  - Gonatium paradoxum - (Bermtandpalpje)
  - Gonatium rubellum - (Knobbelpalpje)
  - Gonatium rubens - (Doornpalpje)
- Genus: Gongylidiellum
  - Gongylidiellum latebricola - (Vingerpalpje)
  - Gongylidiellum murcidum - (Duimpalpje)
  - Gongylidiellum vivum - (Nagelpalpje)
- Genus: Gongylidium
  - Gongylidium rufipes - (Oranjepoot)
- Genus: Halorates
  - Halorates reprobus
- Genus: Helophora
  - Helophora insignis - (Breedtongspinnetje)
- Genus: Hybocoptus
  - Hybocoptus corrugis
- Genus: Hylyphantes
  - Hylyphantes graminicola - (Lang Kurkentrekkertje)
  - Hylyphantes nigritus - (Kort Kurkentrekkertje)
- Genus: Hypomma
  - Hypomma bituberculatum - (Moerasknobbelkopje)
  - Hypomma cornutum - (Bermknobbelkopje)
  - Hypomma fulvum - (Pijlpalpje)
- Genus: Hypselistes
  - Hypselistes jacksoni - (Jacksons Dubbelkopje)
- Genus: Jacksonella
  - Jacksonella falconeri - (Simpelpalpje)
- Genus: Kaestneria
  - Kaestneria dorsalis - (Korttongwevertje)
  - Kaestneria pullata - (Variabel Wevertje)
- Genus: Labulla
  - Labulla thoracica - (Schaduwhangmatspin)
- Genus: Lepthyphantes
  - Lepthyphantes leprosus - (Huiswevertje)
  - Lepthyphantes minutus - (Boomstamwever)
- Genus: Leptorhoptrum
  - Leptorhoptrum robustum - (Donker Langpalpje)
- Genus: Leptothrix
  - Leptothrix hardyi - (Pruikspinnetje)
- Genus: Lessertia
  - Lessertia dentichelis - (Spiraaldwergtandkaak)
- Genus: Linyphia
  - Linyphia hortensis - (Tuinhangmatspin)
  - Linyphia tenuipalpis - (Grote Heidehangmatspin)
  - Linyphia triangularis - (Herfsthangmatspin)
- Genus: Lophomma
  - Lophomma punctatum - (Perforaatje)
- Genus: Macrargus
  - Macrargus carpenteri - (Dennenstrooiselspin)
  - Macrargus rufus - (Winterstrooiselspin)
- Genus: Maro
  - Maro minutus - (Kleinste Dwergspin)
  - Maro sublestus - (Zeldzame Dwergspin)
- Genus: Maso
  - Maso gallicus - (Veerdwergstekelpootje)
  - Maso sundevalli - (Gewoon Dwergstekelpootje)
- Genus: Mecynargus
  - Mecynargus paetulus
- Genus: Megalepthyphantes
  - Megalepthyphantes nebulosus - (Kielpalpwever)
- Genus: Mermessus
  - Mermessus denticulatus - (Kasdwergspin)
  - Mermessus trilobatus - (Drielobbige Amerikaanse dwergspin)
- Genus: Metopobactrus
  - Metopobactrus prominulus - (Kalkgrasdwergspin)
- Genus: Micrargus
  - Micrargus herbigradus - (Vingerpalpputkopje)
  - Micrargus subaequalis - (Plat Putkopje)
- Genus: Microctenonyx
  - Microctenonyx subitaneus - (Tuingroefkopje)
- Genus: Microlinyphia
  - Microlinyphia impigra - (Zweephangmatspin)
  - Microlinyphia pusilla - (Kleine Heidehangmatspin)
- Genus: Microneta
  - Microneta viaria - (Lentestrooiselspin)
- Genus: Minicia
  - Minicia marginella - (Behaard Ballonkopje)
- Genus: Minyriolus
  - Minyriolus pusillus - (Deukkopje)
- Genus: Mioxena
  - Mioxena blanda - (Bleek Dwergspinnetje)
- Genus: Moebelia
  - Moebelia penicillata - (Schorsdwergspin)
- Genus: Monocephalus
  - Monocephalus castaneipes - (Breed groefkopje)
  - Monocephalus fuscipes - (Smal Groefkopje)
- Genus: Nematogmus
  - Nematogmus sanguinolentus - (Bleek Tepelpalpje)
- Genus: Neriene
  - Neriene clathrata - (Kruidhangmatspin)
  - Neriene emphana - (Zwartstuithangmatspin)
  - Neriene furtiva - (Steppehangmatspin)
  - Neriene hammeni - (Van der Hammens Hangmatspin)
  - Neriene montana - (Lentehangmatspin)
  - Neriene peltata - (Struikhangmatspin)
  - Neriene radiata - (Zomerhangmatspin)
- Genus: Obscuriphantes
  - Obscuriphantes obscurus - (Dolkwevertje)
- Genus: Oedothorax
  - Oedothorax agrestis - (Gewone Akkerdwergspin)
  - Oedothorax apicatus - (Knobbelakkerdwergspin)
  - Oedothorax fuscus - (Gewone Velddwergspin)
  - Oedothorax gibbosus - (Bultvelddwergspin)
  - Oedothorax retusus - (Bolkopvelddwergspin)
- Genus: Ostearius
  - Ostearius melanopygius - (Zwartgatje)
- Genus: Palliduphantes
  - Palliduphantes ericaeus - (Heidebodemwevertje)
  - Palliduphantes insignis - (Sikkelbodemwevertje)
  - Palliduphantes pallidus - (Geknot Bodemwevertje)
- Genus: Panamomops
  - Panamomops mengei - (Bultig Stierenkopje)
  - Panamomops sulcifrons - (Gewoon Stierenkopje)
- Genus: Parapelecopsis
  - Parapelecopsis nemoralioides - (Duinballonkopje)
  - Parapelecopsis nemoralis - (Gegroefd Ballonkopje)
- Genus: Pelecopsis
  - Pelecopsis elongata - (Accidentje)
  - Pelecopsis mengei
  - Pelecopsis parallela - (Neusballonkopje)
  - Pelecopsis radicicola - (Bescheiden Ballonkopje)
- Genus: Peponocranium
  - Peponocranium ludicrum - (Heideballonkopje)
- Genus: Pityohyphantes
  - Pityohyphantes phrygianus - (Lepelhangmatspin)
- Genus: Pocadicnemis
  - Pocadicnemis juncea - (Bleek Heidegroefkopje)
  - Pocadicnemis pumila - (Bleek Bosgroefkopje)
- Genus: Poeciloneta
  - Poeciloneta variegata - (Bont Wevertje)
- Genus: Porrhomma
  - Porrhomma cambridgei
  - Porrhomma campbelli - (Campbells Kleinoogje)
  - Porrhomma convexum - (Grondkleinoogje)
  - Porrhomma egeria - (Kelderkleinoogje)
  - Porrhomma errans - (Boskleinoogje)
  - Porrhomma microphthalmum - (Aeronautkleinoogje)
  - Porrhomma microps
  - Porrhomma montanum
  - Porrhomma oblitum - (Vergeten Kleinoogje)
  - Porrhomma pallidum - (Bleek Kleinoogje)
  - Porrhomma pygmaeum - (Gewoon Kleinoogje)
- Genus: Praestigia
  - Praestigia duffeyi - (Klokspinnetje)
- Genus: Prinerigone
  - Prinerigone vagans - (Moerasdwergspin)
- Genus: Saaristoa
  - Saaristoa abnormis - (Driepunthangmatspin)
  - Saaristoa firma - (Driehoekhangmatspin)
- Genus: Saloca
  - Saloca diceros - (Gehoornd Sierkopje)
- Genus: Satilatlas
  - Satilatlas britteni - (Donker Dwergstekelpootje)
- Genus: Savignia
  - Savignia frontata - (Torenkopje)
- Genus: Silometopus
  - Silometopus curtus - (Elegant Putkopje)
  - Silometopus elegans - (Elegant Groefkopje)
  - Silometopus incurvatus - (Oranje Heideputkopje)
  - Silometopus reussi - (Plat Groefkopje)
- Genus: Stemonyphantes
  - Stemonyphantes lineatus - (Paardenkopje)
- Genus: Styloctetor
  - Styloctetor romanus - (Bosplatkopje)
  - Styloctetor stativus - (Weideplatkopje)
- Genus: Syedra
  - Syedra gracilis - (Elegant Dwergspinnetje)
- Genus: Tallusia
  - Tallusia experta - (Wimpelpalpje)
- Genus: Tapinocyba
  - Tapinocyba insecta - (Bleek Weidegroefkopje)
  - Tapinocyba praecox - (Puntig Groefkopje)
- Genus: Tapinopa
  - Tapinopa longidens - (Langtandje)
- Genus: Taranucnus
  - Taranucnus setosus - (Sikkelpalpje)
- Genus: Tenuiphantes
  - Tenuiphantes alacris - (Ardennenwevertje)
  - Tenuiphantes cristatus - (Knobbelpalpwevertje)
  - Tenuiphantes flavipes - (Zwart Wevertje)
  - Tenuiphantes mengei - (Veldwevertje)
  - Tenuiphantes tenebricola - (Schaduwwevertje)
  - Tenuiphantes tenuis - (Bodemwevertje)
  - Tenuiphantes zimmermanni - (Boswevertje)
- Genus: Theonina
  - Theonina cornix - (Dubbelknotsje)
- Genus: Thyreosthenius
  - Thyreosthenius biovatus - (Miergroefkopje)
  - Thyreosthenius parasiticus - (Bodemgroefkopje)
- Genus: Tiso
  - Tiso vagans - (Krulpalpje)
- Genus: Tmeticus
  - Tmeticus affinis - (Wrattenkaakje)
- Genus: Trematocephalus
  - Trematocephalus cristatus - (Doorkijkkopje)
- Genus: Trichoncus
  - Trichoncus affinis
  - Trichoncus hackmani - (Strandcontrastpootje)
  - Trichoncus saxicola - (Gevorkt Contrastpootje)
  - Trichoncus varipes
  - Trichoncus vasconicus
- Genus: Trichopterna
  - Trichopterna cito - (Stekelloos Putkopje)
- Genus: Trichopternoides
  - Trichopternoides thorelli - (Harig dubbelkopje)
- Genus: Troxochrus
  - Troxochrus cirrifrons - (Harig Groefkopje)
  - Troxochrus scabriculus
- Genus: Typhochrestus
  - Typhochrestus digitatus - (Geknot Groefkopje)
- Genus: Walckenaeria
  - Walckenaeria acuminata - (Periscoopspinnetje)
  - Walckenaeria alticeps - (Gehoornd Schaduwdubbelkopje)
  - Walckenaeria antica - (Gehoornd Zonnedubbelkopje)
  - Walckenaeria atrotibialis - (Gewoon Contrastpootje)
  - Walckenaeria capito - (Bol Dubbelkopje)
  - Walckenaeria clavicornis
  - Walckenaeria corniculans - (Harig Knobbelsierkopje)
  - Walckenaeria cucullata - (Dubbelsierkopje)
  - Walckenaeria cuspidata - (Klein Knobbelsierkopje)
  - Walckenaeria dysderoides - (Wratsierkopje)
  - Walckenaeria furcillata - (Gespleten Doorkijkkopje)
  - Walckenaeria incisa - (Oogsierkopje)
  - Walckenaeria kochi - (Tweeknopje)
  - Walckenaeria mitrata - (Mijtertje)
  - Walckenaeria monoceros - (Kuifje)
  - Walckenaeria nudipalpis - (Middelst Vals Sierkopje)
  - Walckenaeria obtusa - (Groot Vals Sierkopje)
  - Walckenaeria stylifrons - (Plat Sierkopje)
  - Walckenaeria unicornis - (Eenhoorntje)
  - Walckenaeria vigilax - (Klein Vals Sierkopje)